# Dor óssea
A dor óssea é uma forma debilitante de dor proveniente do tecido ósseo. Ela ocore em virtude de uma ampla variedade de doenças e/ou condições físicas e pode prejudicar severamente a qualidade de vida dos pacientes que são por ela acometidos. A dor óssea apresenta múltiplas causas, como um grande estresse físico e doenças como o câncer. Sabe-se, há muitos anos, que os ossos são inervados por neurônios sensoriais, apesar de a anatomia exata dessa inervação ainda permanecer obscura, devido às propriedades físicas contrastantes do osso e do tecido nervoso. Contudo, até recentemente, não se havia determinado quais os tipos de neurônios que inervavam cada parte do osso. A camada perióstea do tecido ósseo é altamente sensível à dor e uma causa importante da dor óssea em várias condições patológicas, como em fraturas, osteoartrite etc. Porém, em certas doenças, o endósteo e o suprimento nervoso do sistema de Havers parece desempenhar um papel importante, como na osteomalácia, na osteonecrose, entre outras.